# Muscle Museum (EP)
Muscle Museum é o segundo EP da banda inglesa de rock alternativo Muse e foi limitada a apenas 999 cópias e foi liberada em 11 de janeiro de 1999 pela Dangerous Records.
Quatro músicas desse EP – "Muscle Museum", "Sober", "Uno" e "Unintended" – foram regravadas para o álbum de estúdio Showbiz.

## Faixas
Todas as faixas escritas e compostas por Matthew Bellamy. 
| N.º            | Título              | Duração |  |
| 1.             | "Muscle Museum"     | 4:20    |  |
| 2.             | "Sober"             | 4:02    |  |
| 3.             | "Uno"               | 4:40    |  |
| 4.             | "Unintended"        | 3:57    |  |
| 5.             | "Instant Messenger" | 3:31    |  |
| 6.             | "Muscle Museum #2"  | 1:21    |  |
| Duração total: | Duração total:      | 20:51   |  |

## Integrantes da banda
- Matthew Bellamy – vocal, guitarra, piano, Órgão Hammond, Mellotron,
- Christopher Wolstenholme – baixo, vocal de apoio
- Dominic Howard – bateria

## Lançamento
| Região      | Data                  | Gravadora | Formato |
| ----------- | --------------------- | --------- | ------- |
| Reino Unido | 11 de janeiro de 1999 | Dangerous | CD      |